# Cardinalidae
I Cardinalidi (Cardinalidae Ridgway, 1901) sono una famiglia di uccelli passeriformi diffusa in America.

## Descrizione
Gli appartenenti a questa famiglia sono passeriformi di dimensioni medio-piccole (dai 12 cm e 11,5 g di peso dello zigolo dal petto arancio ai 25 cm e 85 g del saltatore testanera), spesso dai colori sgargianti e dal marcato dimorfismo sessuale. 

## Biologia
Principalmente granivori e abitatori delle aree boschive.

## Tassonomia
La famiglia è strettamente imparentata con quella dei Parulidi e dei Thraupidi, famiglia questa con la quale i rapporti filogenetici non sono stati ancora del tutto chiariti: spesso specie di cardinalidi vengono spostate in questa famiglia e viceversa.
Secondo il Congresso Ornitologico Internazionale (2018) la famiglia comprende i seguenti generi e specie:
- Genere Piranga
  - Piranga bidentata Swainson, 1827
  - Piranga lutea (Lesson, 1834)
  - Piranga flava (Vieillot, 1822)
  - Piranga hepatica Swainson, 1827
  - Piranga rubra (Linnaeus, 1758)
  - Piranga roseogularis Cabot, 1846
  - Piranga olivacea (Gmelin, 1789)
  - Piranga ludoviciana (Wilson, A, 1811)
  - Piranga leucoptera Trudeau, 1839
  - Piranga erythrocephala (Swainson, 1827)
  - Piranga rubriceps Gray, 1844

- Genere Habia
  - Habia rubica (Vieillot, 1817)
  - Habia fuscicauda (Cabanis, 1861)
  - Habia atrimaxillaris (Dwight & Griscom, 1924)
  - Habia gutturalis (Sclater, 1854)
  - Habia cristata (Lawrence, 1875)

- Genere Chlorothraupis
  - Chlorothraupis carmioli (Lawrence, 1868)
  - Chlorothraupis frenata Berlepsch, 1907
  - Chlorothraupis olivacea (Cassin, 1860)
  - Chlorothraupis stolzmanni (Berlepsch & Taczanowski, 1884)

- Genere Pheucticus
  - Pheucticus chrysopeplus (Vigors, 1832)
  - Pheucticus tibialis Lawrence, 1867
  - Pheucticus chrysogaster (Lesson, 1832)
  - Pheucticus aureoventris (d'Orbigny & Lafresnaye, 1837)
  - Pheucticus ludovicianus (Linnaeus, 1766)
  - Pheucticus melanocephalus (Swainson, 1827)

- Genere Granatellus
  - Granatellus venustus Bonaparte, 1850
  - Granatellus sallaei (Bonaparte, 1856)
  - Granatellus pelzelni Sclater, 1865

- Genere Cardinalis
  - Cardinalis cardinalis (Linnaeus, 1758)
  - Cardinalis phoeniceus Bonaparte, 1838
  - Cardinalis sinuatus Bonaparte, 1838

- Genere Caryothraustes
  - Caryothraustes poliogaster (Du Bus de Gisignies, 1847)
  - Caryothraustes canadensis (Linnaeus, 1766)

- Genere Rhodothraupis
  - Rhodothraupis celaeno (Deppe, 1830)

- Genere Periporphyrus
  - Periporphyrus erythromelas (Gmelin, 1789)

- Genere Amaurospiza
  - Amaurospiza concolor Cabanis, 1861
  - Amaurospiza aequatorialis Sharpe, 1888
  - Amaurospiza moesta (Hartlaub, 1853)
  - Amaurospiza carrizalensis Lentino & Restall, 2003

- Genere Spiza
  - Spiza americana (Gmelin, 1789)

- Genere Cyanoloxia
  - Cyanoloxia glaucocaerulea (d'Orbigny & Lafresnaye, 1837)

- Genere Cyanocompsa
  - Cyanocompsa cyanoides (Lafresnaye, 1847)
  - Cyanocompsa rothschildii (Bartlett, 1890)
  - Cyanocompsa brissonii (Lichtenstein, 1823)
  - Cyanocompsa parellina (Bonaparte, 1850)

- Genere Passerina
  - Passerina caerulea (Linnaeus, 1758)
  - Passerina cyanea (Linnaeus, 1766)
  - Passerina amoena (Say, 1822)
  - Passerina versicolor (Bonaparte, 1838)
  - Passerina ciris (Linnaeus, 1758)
  - Passerina rositae (Lawrence, 1874)
  - Passerina leclancherii Lafresnaye, 1840

I generi Saltator e Parkerthraustes, in precedenza inclusi in questa famiglia, sono attualmente inquadrati tra i Thraupidi.